# Bettahalli, Shrirangapattana
Bettahalli là một làng thuộc tehsil Shrirangapattana, huyện Mandya, bang Karnataka, Ấn Độ.